# Инокентишка
Инокентишка — река на полуострове Камчатка в Усть-Камчатском районе Камчатского края России.
Длина реки — 21 км. Впадает в реку Камчатка слева на расстоянии 216 км от её устья.
По данным государственного водного реестра России относится к Анадыро-Колымскому бассейновому округу.
Код водного объекта 19070000112120000015912.